# Гражданская война в Сомали
Гражданская война в Сомали (сомал. Dagaalkii Sokeeye ee Soomaaliya, араб. الحرب الأهلية الصومالية‎, al-ḥarb al-’ahliyya aṣ-ṣūmāliyya, c 1981 года) — многосторонний вооружённый конфликт, начавшийся с борьбы против режима Мохамеда Сиада Барре и приведший к распаду государства и межклановой войне. Одновременно в конфликт были вовлечены вооружённые силы США и миротворцы ООН.
С 2006 года гражданская война развернулась между центральным сомалийским правительством и исламистами из Союза исламских судов. Усиление исламистов и поражения правительственных войск вынудило Эфиопию направить свои войска в соседнюю страну. После вторжения эфиопской армии в Сомали конфликт перешёл в стадию партизанской войны. В 2011—2012 годах армией Кении (при поддержке эфиопской армии) была проведена довольно успешная операция против исламистов. В настоящее время безопасность в Сомали поддерживается, в основном, силами миротворческого контингента АМИСОМ, который совместно с правительственными войсками Сомали ведёт борьбу с группировкой «аш-Шабаб».

## Падение Сиада Барре

### Вооружённая оппозиция режиму Сиада Барре
После поражения сомалийской армии в войне с Эфиопией в 1978 году правление сомалийского президента Мохамеда Сиада Барре стало более авторитарным и произвольным, что вызвало рост оппозиционных настроений к его режиму. В апреле 1978 года группа недовольных офицеров под командованием полковника Мухаммада Шейха Усмаана из клана маджертин предприняли неудачную попытку военного переворота. Все 17 предполагаемых заговорщиков, включая Усмаана, были казнены. Один из заговорщиков — подполковник Абдиллаахи Юсуф Ахмад бежал в Эфиопию, основав в эмиграции Сомалийский фронт спасения (SSF), направленный против режима Сиада Барре.
В октябре 1982 года SSF объединился с леворадикальной Сомалийской партией рабочих и Демократическим фронтом освобождения Сомали, образовав Сомалийский демократический фронт спасения (СДФС).
В апреле 1981 года группа эмигрантов из клана исаак, живших в Лондоне, сформировала Сомалийское национальное движение (СНД) с целью свержения режима Сиада Барре. В том же году СНД начало войну за независимость Сомалиленда (1981-1991), по факту являющейся гражданской войной между севером и югом. Позднее СНД перенесло свою штаб-квартиру из Лондона в Эфиопию, откуда оно развернуло свою вооружённую борьбу с сомалийским правительством. 2 января 1982 года отряды СНД совершили свою первую военную операцию с территории Эфиопии против сомалийского режима, атаковав тюрьму Мандеры близ Бербера и освободив несколько диссидентов-северян. Сомалийские власти в ответ объявили чрезвычайное положение, запретили движение в или из северной части Сомали, а 8 января закрыли границу с Джибути, чтобы предотвратить попытку бегства повстанцев из страны. В середине июля сомалийские повстанцы при поддержке эфиопской авиации вторглись в Центральное Сомали, поставив под угрозу расколоть страну на две части. Им удалось захватить сомалийские приграничные города Балумбале и Галдогоб. Сомалийское руководство объявило чрезвычайное положение в зоне боевых действий и запросило помощь стран НАТО, чтобы отразить вторжение. США и Италия начали поставки военной техники сомалийскому режиму. По утверждениям СНД, в период с июня 1985 по февраль 1986 года оно провело тридцать операций против правительственных войск.
К февралю 1988 года повстанцы из СНД захватили три деревни вокруг Тогочале, лагеря беженцев близ эфиопо-сомалийской границы. На этот период пришлось улучшение эфиопо-сомалийских отношений. 4 апреля Сиад Барре и эфиопский руководитель Менгисту Хайле Мариам подписали совместное коммюнике, в котором они договорились о восстановлении дипломатических отношений, обмене военнопленными, начале взаимного вывода войск из приграничных районов, а также прекращении подрывной деятельности и враждебной пропаганды в отношении друг друга.

### Сомалийская революция
Столкнувшись с прекращением эфиопской военной помощи, СНД развернуло наступление в северной части Сомали. 27 мая 1988 года отряды СНД атаковали Буръо и Харгейсу, взяв их под свой контроль. Правительственные войска под командованием зятя президента Мохаммеда Сиада Херси «Моргана» подвергли Харгейсу массированному обстрелу из тяжёлых орудий и интенсивным бомбардировкам с воздуха. В результате ожесточённых боёв второй по величине город страны был разрушен более чем на 70 %, более чем 300 тыс. представителей клана исаак из числа жителей города пришлось бежать в Эфиопию. Столкнувшись с падением популярности, а также вооружённым и организованным внутренним сопротивлением, Сиад Барре развязал террор против кланов маджиртин, хавийя и исаак.
 По некоторым данным, около 5 тыс. исаак были убиты между 27 мая и концом декабря 1988 года, из которых 4 тыс. погибли в боях, а остальные, включая женщин и детей, были заколоты штыками. 14 июля 1989 года, в день мусульманского праздника Ид аль-Адха, правительственные силы арестовали шесть видных имамов после утренней молитвы. Войска убили 450 мусульман, протестовавших против ареста их духовных лидеров, более 2 тыс. человек были ранены. На следующий день 47 человек, в основном из клана исаак, были доставлены на пляж Джасиира к западу от города и казнены. 
По оценкам[чьим?], к началу 1990 года в Сомали погибли от 50 до 60 тыс. человек, ещё около полмиллиона бежали из страны, большинство в соседнюю Эфиопию. С августа 1990 года отряды Объединённого сомалийского конгресса (ОСК) активизировали свои действия, несколько раз атакуя Могадишо, и к концу года, как сообщалось[кем?], находились в 50 км от столицы. Считалось[кем?], что главным препятствием, сдерживающим ОСК, был совет старейшин клана[какого?], утверждавший, что нападение ОСК на Могадишо развяжет массовые правительственные репрессии против гражданских лиц.
С конца ноября до конца года более чем 150 человек погибли в Могадишо, главным образом в результате борьбы между кланами абгал и галгало. Абгал обвинял галгало в нападениях, которые подстрекались правительством. Кроме того, многие мирные жители были убиты выстрелами из проезжавших автомобилей, принадлежащих армии и службам безопасности.
В декабре 1990 — январе 1991 гг, в то время, как ОСК и Сомалийское патриотическое движение (СПД) приближались к столице, Сиад Барре спровоцировал боевые действия в городе. Ожесточённые столкновения вспыхнули 30 декабря между членами клана дарод (многие из которых были вооружены Сиадом Барре) и крупнейшего клана в Могадишо — хавийя, в результате чего тысячи мирных жителей, принадлежащих в основном к хавийя, погибли. 19 января 1991 года отряды ОСК под командованием генерала Мохаммеда Фараха Айдида вошли в столицу. Вечером 26 января Сиад Барре был вынужден покинуть Могадишо, отступив с оставшимися силами к Кисмайо. В сельской местности отступающие силы Барре грабили и опустошали деревни. Только северные части страны были спасены от грабежа и боевых действий. На этом закончилось 22-летнее правление Сиада Барре. Вместе с ним в январе 1991 года прекратили существование правительство, парламент, судебная система, армия, полиция, телевидение, пресса. Страна стояла на пороге распада и межклановой междоусобицы.

## Межклановая война

### Начало вооружённых столкновений
После того, как повстанцы свергли режим Сиада Барре, Объединённый сомалийский конгресс 29 января 1991 года назначил временным президентом страны Али Махди Мухаммеда и обратился к другим группировкам с предложением сформировать новое правительство. Однако другие группировки не признали легитимность правительства Али Махди Мухаммеда. Тогда же в самом ОСК произошёл раскол на сторонников Али Махди Мухаммада и генерала Айдида. Противоречия между группировками постепенно переросли в вооружённое противостояние.
17 ноября подразделения генерала Айдида, укомплектованные в основном представителями подклана Хабар Гедир клана Хавийя, начали наступление на позиции Али Махди Мухаммада, укомплектованные в основном подкланом Абгал. Боевикам Айдида удалось захватить большую часть столицы, но они не смогли вытеснить силы Али Махди Мухаммада из их опорных пунктов на севере города. К концу года Могадишо оказался разделённым: боевики Айдида заняли южные районы города, в том числе порт и международный аэропорт, в то время как силы Али Махди Мухаммада удерживали район вокруг президентского дворца в центре столицы и северные пригороды. По оценкам Africa Watch, в одном только Могадишо в период между 17 ноября 1991 и 29 февраля 1992 гг. было убито 14 тыс. человек и ещё 27 тыс. было ранено.
Помимо военных действий между различными противоборствующими группировками, ситуация в Сомали усугублялась и начавшейся гуманитарной катастрофой. К 1992 году почти 4,5 млн людей угрожали голод, хроническое недоедание и связанные с ними болезни. По оценкам, в общей сложности в стране погибло 300 000 человек.

### Борьба с Сомалийским национальным фронтом
Между тем силы, лояльные Сиаду Барре, после бегства из Могадишо прошли через провинции Бей и Джуба. Войска под руководством Айдида вели их преследование. Зять свергнутого президента Мухаммед Саид Херси «Морган» перегруппировал остатки сомалийской национальной армии и вместе с сыном бывшего сомалийского лидера Маслахом образовал Сомалийский национальный фронт (SNF), взявший курс на борьбу за восстановление прежнего режима. В марте силы, верные Сиаду Барре, начали наступление, чтобы вернуть Могадишо. В сентябре они взяли Байдоа.
В апреле и сентябре 1991 года созданный в марте того же года на основе клана марехан Сомалийский национальный фронт под командованием генерала «Моргана» дважды пытался взять Могадишо, но оба раза его отбрасывали войска Айдида. Одновременно шли бои вокруг города Кисмайо. Летом 1991 года сторонники Сиада Барре захватили столицу клана раханвейн город Байдоа и развернули репрессии против местных жителей из клана раханвейн, который они считали врагом Сиада Барре и одним из препятствий на пути его возвращения к власти в Сомали. Всю первую половину 1992 года на территории клана раханвейн шли ожесточённые бои между войсками Барре и Айдида, что привело к экономическому коллапсу местного населения.
Воспользовавшись боевыми действиями между фракциями ОСК, СНФ в марте 1992 года предпринял очередное наступление на Могадишо. В ходе этой операции силами СНФ было убито множество гражданских лиц из числа не принадлежащих к клану дарод, а входивших в основном в кланы раханвейн и хавийя, которые СНФ считал сторонниками ОСК. В апреле подразделения ОСК под командованием Айдида отбили противника у Афгои и двинулись на захват города Гарбахарре у кенийской границы, где Сиад Барре создал свою базу. Предприняв контрнаступление, отряды генерала Айдида вошли в подконтрольные СНФ области, населённые подкланом марехан, совершив при этом нападения на марехан и мирных жителей из числа клана дарод, а также организовав набеги через кенийскую границу. Потерпев поражение, Мохаммед Сиад Барре в мае того же года бежал в соседнюю Кению. Однако, с помощью кенийских военных, силы СНФ под командованием Саида Херси «Моргана» вскоре отбили область Гедо, а в октябре захватили Бардеру.
В феврале 1992 года СНФ под командованием генерала «Моргана» захватил порт Кисмайо и двинулся в направлении Могадишо. К концу апреля 1992 года отряды «Моргана» численностью в несколько тысяч человек уже находились в 30 км западнее Могадишо. Здесь развернулось сражение между Сомалийской освободительной армией генерала Айдида и СНФ (Сомалийским национальным фронтом сторонников бывшего президента Мохаммеда Сиада Барре) генерала «Моргана». Генерал «Морган» потерпел поражение и бежал на северо-запад к Байдоа. Вскоре Байдоа пал перед войсками Айдида, а за ним 28 апреля генерал «Морган» потерял и город Гарбахарре — резиденцию бывшего президента Сиада Барре. После потери своей резиденции Сиад Барре бежал из Сомали и до своей смерти в 1995 году больше туда не возвращался. Между тем 15 мая 1992 года Сомалийская освободительная армия после полуторачасового боя отбила у генерала «Моргана» Кисмайо.
25 января 1993 года генерал «Морган» опять напал на Кисмайо, который тогда контролировали отряды союзника Айдида полковника Омара Джесса. Миротворцы ООН атаковали отряды нарушившего мирные договорённости генерала Моргана и он потерпел поражение. Однако со второй попытки войска Моргана захватили Кисмайо и выбили оттуда отряды Омара Джесса. 17 марта 1993 года при поддержке американских войск силы Айдида отбили у Моргана Кисмайо.
По некоторым источникам Морган был замешан в нападении 28 июля 1996 года на улицах Могадишо на генерала Айдида, в ходе которого последний получил тяжёлые ранения и вскоре умер.
В 2001 году генерал Морган присоединился к созданному в марте того же года Сомалийскому совету по примирению и восстановлению (ССПВ). В октябре 2004 года Морган во время мирной конференции по созданию переходных органов власти попытался отбить Кисмайо, но потерпел поражение от ИГАД (Альянса долины Джуба) и был вынужден под военным давлением присоединиться к переговорному процессу и признать Переходное федеральное правительство Сомали.
В 1991 году, когда Морган был министром обороны в правительстве Сиада Барре, под его началом находилось 54 тысячи солдат. Спустя 14 лет от этой армии под его командованием осталась только 1 тысяча солдат.

### Миротворческая операция ООН в Сомали
В январе 1992 года Совбез ООН ввёл эмбарго на поставку оружия в Сомали. На фоне гуманитарной катастрофы в Сомали Совет Безопасности ООН 24 апреля учредил миссию UNOSOM I. Вскоре речь зашла о размещении в Сомали четырёх миротворческих батальонов для защиты гуманитарных операций. Однако уже первый из этих батальонов (пакистанский), развёрнутый в Могадишо осенью того же года, был встречен местными группировками с открытой враждебностью. 28 октября генерал Айдид заявил о запрете дальнейшего пребывания пакистанского батальона UNOSOM в столице. Вскоре его войска открыли огонь по силам UNOSOM, контролировавшим аэропорт, а отряды Али Мохамеда Махди обстреляли корабли с продовольствием на борту, пытавшиеся войти в порт Могадишо. 13 ноября пакистанские войска, контролировавшие аэропорт Могадишо, вступили в боестолкновение с подразделениями генерала Айдида.
3 декабря Совбез ООН принял резолюцию 794, которая на основании главы VII Устава ООН уполномочивала международные силы, отправляющиеся в Сомали, использовать «все необходимые средства» для обеспечения беспрепятственной доставки гуманитарной помощи. Операция получила название «Возрождение надежды» (англ. Restore Hope). Во главе созданной Оперативной группировки ООН (UNITAF), состоявшей из контингентов более чем 20 стран, находились США. 9 декабря первые подразделения Объединённой оперативной группировки ООН (UNITAF) высадились на побережье близ Могадишо. 13 декабря американские войска установили контроль над аэродромом в Беледвейне, а к 16 декабря захватили Байдабо. Операция была успешной, однако силы ООН позволили вовлечь себя во внутрисомалийский конфликт и начали подвергаться нападениям боевиков одного из претендентов на пост президента страны полевого командира Мохаммеда Айдида. После нескольких стычек между миротворцами и боевиками и в условиях эскалации конфликта 3 октября 1993 года в бою погибли 18 американских солдат и были сбиты два вертолёта (См. Сражение в Могадишо). В США эти события были восприняты общественностью как признак втягивания Америки в сомалийскую гражданскую войну, из-за чего президенту Клинтону пришлось вывести американские войска из Сомали. В марте 1995 года страну покинули и подразделения ООН из других стран. После гибели Айдида в 1996 году роль лидера перешла к его сыну Хусейну Фараху Айдиду, однако его фракция уже никогда не играла большого значения в жизни страны.
Конфликт перешёл в латентную стадию, боевые столкновения случались только по экономическим причинам, таким как раздел доходов от рынка оружия или контроль за вывозом ресурсов. Сомали превратилось в базу пиратов Индийского океана. Захват судов и заложников стал частым явлением. Пираты использовали катера, из оружия — автоматы и гранатомёты.
В 2000 году была предпринята попытка объединения страны, когда представители полевых командиров, собравшись в городе Арта в Джибути, избрали президентом выпускника советского вуза Абдул-Кассима Салат Хассана. Однако ему отказались подчиниться полевые командиры, пользующиеся поддержкой Эфиопии. В 2004 году Эфиопия пролоббировала создание альтернативного временного правительства, возглавил которое Абдуллахи Юсуф Ахмед.
После создания переходного федерального правительства (ПФП) в 2004 году, переходный парламент провёл первое заседание в Байдабо в начале 2006 года. На тот момент ПФП контролировали практически все территории, включая южные «микрозоны».

## Война с исламистами. Продолжение военных действий
Основная статья: Операция «Несокрушимая свобода»
Весной 2006 года Могадишо стал ареной боёв между исламистами из Союза исламских судов (СИС) и проамериканскими полевыми командирами из Контртеррористического Альянса за Возрождение Мира.
К маю на юге Сомали началась межфракционная борьба, гораздо более серьёзная, чем за предшествующие десять лет. Союз исламских судов столкнулся с союзной конфедерацией ПФП, поддерживаемой США.
5 июня Союз исламских судов установил полный контроль над столицей, решающую роль в этом сыграли формирования полевого командира «Индаада».
14 июня 2006 года исламисты из Союза исламских судов при поддержке тяжёлой техники вошли с трёх направлений в город Джоухар, практически не встретив серьёзного сопротивления, а на следующий день взяли Беледуэйне, в результате чего под их контролем оказался весь юг Сомали.
21 июля лидер СИС шейх Хасан Дахир Авейс призвал «сомалийский народ начать священную войну против эфиопов в Сомали».
24 сентября Союз исламских судов без боя установил контроль над стратегическим портом Кисмайо.
Через несколько месяцев исламисты из Союза исламских судов уже контролировали семь из десяти регионов на юге Сомали, включая Могадишо. Они это назвали периодом «беспрецедентной стабильности» и «огромным успехом в борьбе с преступностью». Снятие блокпостов, очистка от мусора, открытие аэро- и морских портов, а также акцент на широкую судебную систему привели к повышению безопасности и свободы. Сложившийся режим впервые с распада Сомали в 1991 году получил широкую поддержку (95 %). Отмечалось[кем?], что обычные граждане снова могут безопасно ходить по улицам Могадишо. В ответ на расширение влияния СИС, Эфиопия увеличила военное присутствие в Байдабо и частично в Бакуле и Гедо в поддержку теряющего влияние ПФП. СИС категорически возражал и настаивал, что все иностранные войска должны покинуть страну. Дальнейшие переговоры способствовали некоторому диалогу между ПФП и СИС, но потерпели неудачу во второй половине 2006 года. В результате, СИС и Эфиопия мобилизовали свои войска. В докладе ООН, опубликованном в ноябре 2006 года, было выражено беспокойство относительно неконтролируемого потока оружия в страну, в котором были замешаны десятки государств, нарушавших эмбарго на поставки. Одновременно появились опасения, что Сомали может стать ареной военных действий между Эфиопией и Эритреей. Присутствие иностранных боевиков в составе СИС вызывало озабоченность на Западе. Политика США в отношении Сомали приобрела определённый характер. Американские официальные лица утверждали, что руководство СИС находится под контролем Аль-Каиды, и это будет рассматриваться как основание для того, чтобы США поддерживали действия Эфиопии.

### Эфиопское вмешательство
13 декабря 2006 года исламисты блокировали Байдоа — единственный город, находящийся под контролем Переходного федерального правительства Сомали, а 21 декабря начали штурм города. 24 декабря ВВС Эфиопии нанесли авиаудары по позициям исламистов. Министр информации Эфиопии Берхан Хаилу заявил: «Правительство Эфиопии долго проявляло терпение, однако теперь принято решение о мерах самообороны. Мы намерены контратаковать агрессивные экстремистские силы Союза исламских судов и международных террористических группировок». Авианалётам подверглись позиции исламистов в Беледвейне, Бандирадли, Динсуре и Буур-Хакабе. В тот же день правительство Эфиопии объявило о начале операции «против экстремистов из 'Объединённых исламских судов' и иностранных террористических групп», тем самым официально объявив войну «Союзу исламских судов». Вступив на территорию Сомали и взяв 25 декабря приграничный город Белет-Вейн, правительственные войска при поддержке эфиопской армии и авиации развернули наступление на позиции Союза исламских судов. Утром исламисты покинули Бурхакабу. Вслед за этим эфиопо-сомалийские войска заняли на юге города Динсор и Галькайо, а на севере — город Булобарде, после чего наступление продолжилось в направлении Джоухара. 27 декабря союзники заняли Джоухар. После падения Джоухара эфиопо-сомалийские войска двинулись на Могадишо. В 30 км от столицы войска остановились и начали готовиться к штурму города. 28 декабря исламисты без боя оставили Могадишо, после чего в столицу вступили объединённые силы Переходного федерального правительства и Эфиопии.
Потеряв столицу, отряды СИС отступили к Кисмайо. 1 января 2007 года эфиопо-сомалийские войска взяли Кисмайо, а также заняли город Джилиб. 13 января правительство Сомали ввело в стране чрезвычайное положение сроком на три месяца. В тот же день войска переходного федерального правительства Сомали при поддержке эфиопских войск овладели последним оплотом сопротивления исламистов — населённым пунктом Рас Камбони. Однако отряды Союза исламских судов, рассеявшись в лесном массиве на границе с Кении, перешли к партизанской войне. На фоне этих событий США впервые после 1994 года вмешались в события в Сомали. В течение месяца американская авиация нанесла несколько авиаударов по местам предполагаемого нахождения главарей СИС и «Аль-Каиды» на юге Сомали. 23 января Эфиопия приступила к выводу своих войск из охваченной гражданской войной страны.
С февраля по май 2007 года столицу покинули около 400 тыс. человек, из которых 125 тыс. позднее вернулись обратно. Однако бесконечные вооружённые столкновения между исламистами с одной стороны и формированиями переходного правительства и эфиопскими войсками с другой, продолжали вызывать массовый исход мирного населения. По данным Верховного комиссариата ООН по делам беженцев в июне того же года из Могадишо бежали 6 тыс. человек, а в следующем месяце численность бежавших из города составила уже свыше 21 тыс. человек.
Данный конфликт закончился тем, что Эфиопия вывела свои войска из Сомали. По состоянию на 2007 год — погибло 225 эфиопских солдат, среди бойцов Союза исламских судов потери, за этот период времени, составили порядка 8000 человек.
В апреле 2008 года лидерами племён хабар-гидир (салебан, айр, дудубле) была провозглашена Автономная территория Химан и Хеб с центром в Ададо во главе с Мохамедом Ахмед Аденом (Тиэй).

### Война в Сомали после вывода эфиопских войск
25 января 2009 года эфиопская армия ушла из Сомали, оставив там переходное правительство и контингент войск Африканского Союза. На следующий день боевики радикального исламистского движения «Аль-Шабаб» без сопротивления захватили Байдоа. На этом фоне 31 января в Джибути был приведён к присяге новый президент Сомалийского переходного парламента. Им стал умеренный исламист Шариф Шейх Ахмед. Однако вскоре один из лидеров «Аль-Кайда» Абу Яхия аль-Либи призвал к джихаду против нового президента, обвинив его в том, что он является марионеткой США, а спустя месяц к свержению нового президента призвал лидер Аль-Кайды Усама бин Ладен. Несмотря на это, в феврале Шариф Ахмед согласился пойти на перемирие с исламистами и даже ввести в Сомали нормы шариата. 10 марта правительство проголосовало за введение в Сомали законов шариата, а 18 апреля это решение было одобрено переходным парламентом.
Однако гражданская война в стране не прекращалась. Вслед за выводом эфиопских войск южная часть страны через короткое время перешла под контроль радикальных исламистов, которые заменили местные правительства и ввели повсюду законы шариата на подконтрольной территории. 7 мая 2009 исламисты атаковали Могадишо, заняли значительную часть города, но не смогли свергнуть правительство, которое удержалась на нескольких квадратных километрах, оставшихся под его контролем.
В августе 2010 года было официально объявлено о формировании новой автономной области в составе федерального Сомали. Именуемая как Авдаленд или Государство Адал, местная администрация не признаёт претензии сепаратистского сомалилендского правительства на суверенитет или на свою территорию.
Весной 2011 года возникло ещё одно самопровозглашённое государство на территории Сомали — 3 апреля 2011 года в столице Кении Найроби была провозглашена независимость государства Азания, президентом которой стал Мохамед Абди Ганди.
По состоянию на июль 2011 года переходное правительство контролировало 60 % территории Могадишо. Вместе с тем вооружённые силы переходного правительства были очень слабы и были не в состоянии сдержать наступление войск Аль-Шабаб. Только миротворческие силы Африканского союза (20 тыс. солдат из Уганды, Бурунди и некоторых других стран) не дают исламистам установить полный контроль над Могадишо. В последнее время положение на фронтах стабилизировалось. Аль-Шабаб контролирует юг и центр Сомали вместе с 40 % территории Могадишо. Переходное правительство вместе с африканскими миротворцами контролирует 60 % территории Могадишо. Остальные районы страны заняты независимыми государствами, а то и просто находятся в состоянии анархии.
Положение переходного правительства усугубляется внутриполитическими конфликтами и мародёрством правительственных войск.
6 августа Могадишо был полностью освобождён от боевиков. Между тем сами боевики назвали отступление из столицы минимум на 100 километров «тактическим манёвром».
4 октября 2011 года в Могадишо прогремел мощный взрыв, погибло более 80 чел.: террорист на заминированном автомобиле привёл в действие взрывное устройство в правительственном квартале. Среди погибших и раненых — много военных, сотрудников сил безопасности, а также студентов. Международное сообщество резко осудило вылазку террористов. Генеральный секретарь ООН Пан Ги Мун назвал её омерзительной. Аш-Шабааб взяла на себя ответственность за взрыв, террористы пообещали, что теракты продолжатся.

### Кенийское вмешательство
13 октября 2011 года в Кении Аш-Шабаабом были похищены две сотрудницы неправительственной организации «Врачи без границ», гражданки Испании. Они работали в лагере сомалийских беженцев, где проживало около 500 тыс. человек. В ответ на это «Врачи без границ» частично прекратили свою деятельность в Кении. О смерти одной из похищенных, Марии Дедьё, стало известно 19 октября.
16 октября 2011 года кенийская армия начала военную операцию против Аш-Шабааба в ответ на похищения иностранцев. Колонны военной техники пересекли границу с Сомали в воскресенье. Цель рейда, как заявляли власти Кении, вытеснить формирования «Аш-Шабаб» из приграничных районов и предотвратить проникновение боевиков на кенийскую территорию. Исламисты пригрозили отомстить Кении на её территории, если та не выведет свои войска из Сомали. Радикалы объявили «джихад» кенийским военным, которые совместно с силами правительства Сомали проводили операцию по уничтожению боевиков «Аш-Шабааб».
19 ноября 2011 армия Эфиопии вторглась в Сомали, чтобы помочь Кении с наступлением на «Аль-Шабаб».
В июне 2012 года кенийские войска были формально подчинены миссии АМИСОМ.
28 сентября 2012 года в ходе ожесточённого сражения был захвачен город Кисмайо, главная цитадель Аш-Шабаба на юге Сомали. В ходе операции кенийские войска десантировались в город с кораблей.

### Восстановление государственности
20 августа 2012 года Национальная учредительная ассамблея, сформированная представителями клановых и региональных элит, избрала Федеральный парламент Сомали.
В августе 2012 года учредительной ассамблеей в Могадишо была принята временная Конституция, определяющая Сомали как федерацию. Было сформировано Федеральное правительство — первое постоянное международно признанное правительство с момента начала в стране гражданской войны.
10 сентября 2012 года парламент избрал президентом страны Хасана Шейха Махмуда. За время его правления под контроль сомалийского правительства вернулась большая часть территории страны. В апреле 2013 года впервые состоялись переговоры между центральным правительством и властями Сомалиленда. В августе 2013 года было подписано соглашение с властями Джубаленда о создании там автономного правительства и интеграции местных вооружённых сил в национальную армию. Были также созданы автономные администрации штатов Галмудуг и Юго-Запад (Юго-Западное Сомали).
Но группировка «аш-Шабааб» продолжала борьбу. Так, 12 сентября 2012 года три террориста-смертника привели в действие взрывные устройства перед гостиницей, где президент вёл переговоры с министром иностранных дел Кении. В 2014 году боевики «аш-Шабааб» дважды безуспешно штурмовали резиденцию президента, 21 февраля и 8 июля 2014 года. Миротворцы АМИСОМ были практически единственной силой, способной относительно сдерживать вооружённые столкновения, да и то в основном в столице и отдельных стратегически важных районах страны.

### Операция «Индийский Океан»
В августе 2014 года началась Операция «Индийский Океан», организованная проправительственными силами Сомали. 1 сентября американский дрон выпустил снаряд, который убил лидера аш-Шабаба Годане. Это событие было воспринято как большая победа, и в ожидании рассеивания основных сил и раскола группировок сомалийское правительство объявило 45-дневную амнистию умеренным боевикам аш-Шабаба.